# 名古屋市立御劔小学校
- 名古屋市立御劔小学校
- 名古屋市立御剱小学校
- 名古屋市立御剣小学校

名古屋市立御劔小学校（名古屋市立御剱小学校、なごやしりつ みつるぎしょうがっこう）は、名古屋市瑞穂区亀城町にある公立小学校。

## 歴史
1931年（昭和6年）9月1日、高田尋常小学校の学区を分かち、御劔尋常小学校として創立した。
学校創立時は、急激な人口増加に対応するために学校が次々に新設された時期にあたるという。母体となった高田尋常小自体も4年前の1927年（昭和2年）に瑞穂尋常小学校から独立したばかりであったが、この年児童数が3,114人に達し、全部で43学級のマンモス校となっていた。このうちの1,537人が新設された御劔小の学舎に移動した。しかし、人口増加はとどまらず、1939年（昭和14年）には御劔小の在籍児童が2,926人にも膨れあがっていたという。
同年、御劔小の分校であった汐路尋常小学校が分離独立するものの、御劔小に残った在籍児童は2,547人と記録されている。
戦時体制下、御劔国民学校と名を改めた御劔小学校は、1945年（昭和20年）3月12日の名古屋大空襲により校舎を失った。地元住民の証言によれば、小学校の北側の崖にはこのときに生じた穴の痕跡が未だに残されているという。
児童の一部は岐阜県恵那郡長島町・同郡東野村・同郡阿木村にそれぞれ分散し、集団疎開を行っていた。集団疎開から解放されたのは、1945年（昭和20年）11月になってからのことだったが、前述のとおり校舎を焼失していたため、日本特殊陶業の倉庫の2階を間借り、何とか間に合わせた机を並べての授業再開であった。

### 児童数の変遷
『愛知県小中学校誌』（2018年）によると、児童数の変遷は以下の通りである。
| 1947年（昭和22年） | 538人  |  |
| 1957年（昭和32年） | 2095人 |  |
| 1967年（昭和42年） | 1109人 |  |
| 1977年（昭和52年） | 897人  |  |
| 1987年（昭和62年） | 505人  |  |
| 1997年（平成9年）  | 332人  |  |
| 2007年（平成19年） | 252人  |  |
| 2017年（平成29年） | 281人  |  |

## 通学区域
所管する名古屋市教育委員会は、2018年（平成30年）9月1日現在、瑞穂区のうち、太田町・亀城町・雁道町・須田町・高辻町・竹田町・船原町・堀田通1～3丁目・瑞穂町字下ノ切・御劔町の全域および北原町1丁目・二野町の各一部を通学区域として指定している。
また、卒業後の進学先は名古屋市立瑞穂ヶ丘中学校となっている。

## 交通アクセス
- 名古屋市営バス雁道停留所が最寄りバス停である[WEB 1]。

### WEB
1. 1 2  名古屋市役所教育委員会事務局総務部企画経理課企画統計係 (2018年9月18日). “瑞穂区の小・中学校一覧”.   名古屋市. 2018年11月14日閲覧。
2. ↑  名古屋市教育委員会事務局総務部教育環境計画室計画係 (2018年9月1日). “名古屋市立小・中学校の通学区域一覧（瑞穂区）” (PDF).   名古屋市. 2018年11月15日閲覧。
3. ↑  名古屋市教育委員会事務局総務部教育環境計画室計画係 (2018年4月1日). “名古屋市立中学校区一覧（小→中）” (PDF).   名古屋市. 2018年11月14日閲覧。

### 書籍
1. 1 2  瑞穂区制施行50周年記念事業実行委員会 1994, p. 546.
2. 1 2 3 4 5  瑞穂区制施行50周年記念事業実行委員会 1994, p. 302.
3. 1 2  瑞穂区制施行50周年記念事業実行委員会 1994, p. 323.
4. ↑  瑞穂区制施行50周年記念事業実行委員会 1994, p. 330.
5. ↑  瑞穂区制施行50周年記念事業実行委員会 1994, p. 405.
6. ↑  六三制教育七十周年記念 愛知県小中学校誌 合同記念誌編集特別委員会 2018, p. 214.